# 秦生鏡
秦生鏡（？年—？年），字水心，鄒縣人，順治九年辛卯恩貢，授順慶府通判，康熙三年閏六月任蘇州府總捕同知，六年七月以貪酷革，康熙二十一年改補定州知州，陞户部江西司員外。是一位政治人物，清時曾在四川順慶府岳池縣（位於今四川東北部，武周萬歲通天二年分南充、相如二縣置，是一個千年古縣）擔任官吏。